# Революція гідності (монета)
«Револю́ція гі́дності» — пам'ятна монета номіналом 5 гривень, випущена Національним банком України. Присвячена учасникам Революції гідності. 
Монету введено в обіг 18 лютого 2015 року. Вона належить до серії «Героям Майдану».

## Опис монети та характеристики
| Номінал грн. | Метал      | Маса, грам | Діаметр, мм. | Якість виготовлення       | Гурт     | Тираж, штук                                                                   |
| ------------ | ---------- | ---------- | ------------ | ------------------------- | -------- | ----------------------------------------------------------------------------- |
| 5            | нейзильбер | 16,54      | 35,0         | спеціальний анциркулейтед | рифлений | 100 000 (у тому числі 70 000 у сувенірній упаковці разом з 2 іншими монетами) |

### Аверс
На аверсі монети розміщено зображення дзвону, на дзеркальному тлі якого зображено постать учасника Євромайдану та напис «УКРАЇНА». Праворуч від дзвона міститься зображення малого Державного герба України, ліворуч зазначено номінал монети («5 ГРИВЕНЬ»), рік карбування та логотип Монетного двору Національного банку України.

### Реверс
На реверсі монети розміщено стилізоване зображення хреста з зображенням епізоду боротьби учасників революції, виконане з використанням тамподруку; угорі хреста розміщено напис «РЕВОЛЮЦІЯ ГІДНОСТІ».

70000 монет із загального тиражу було випущено у буклетах
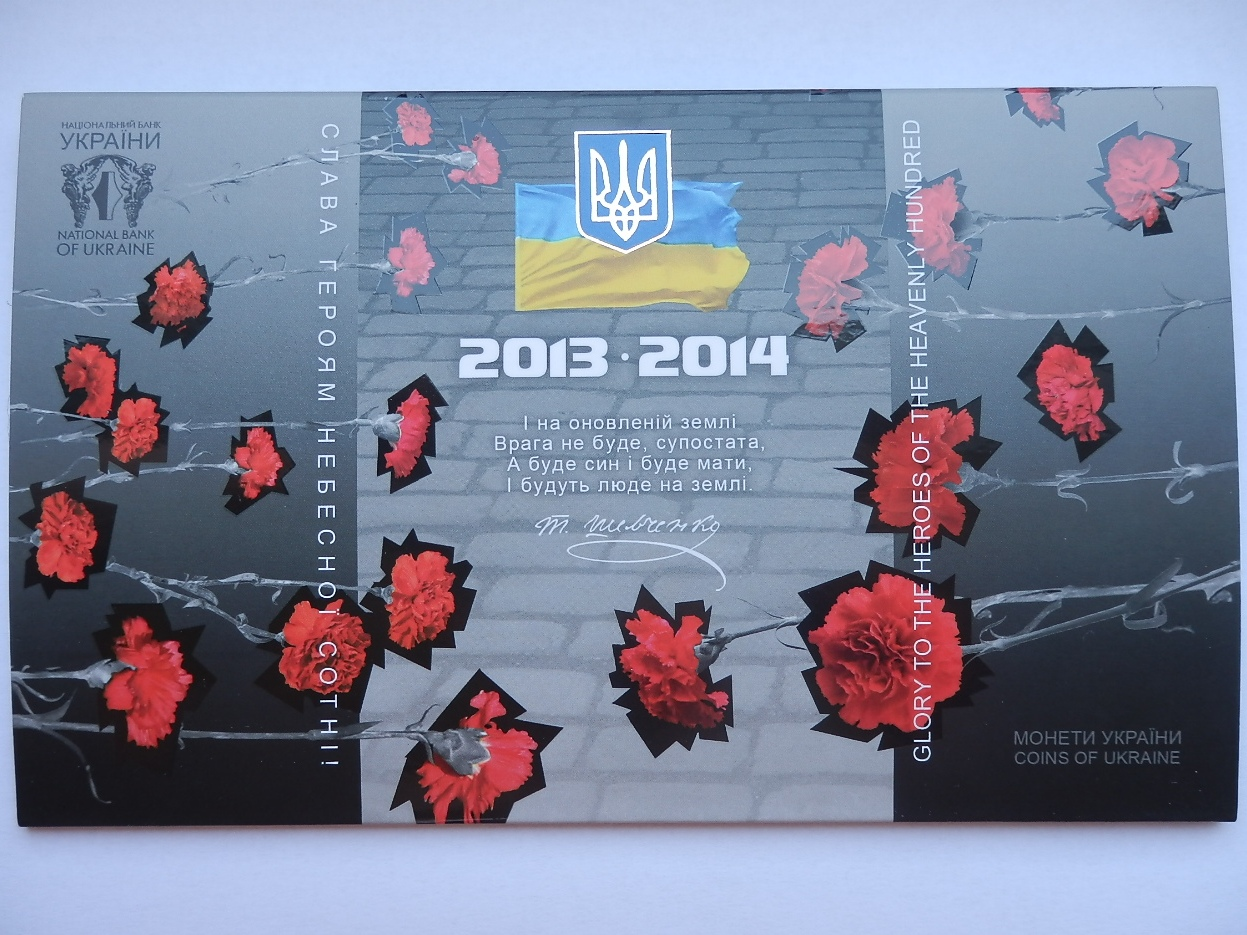
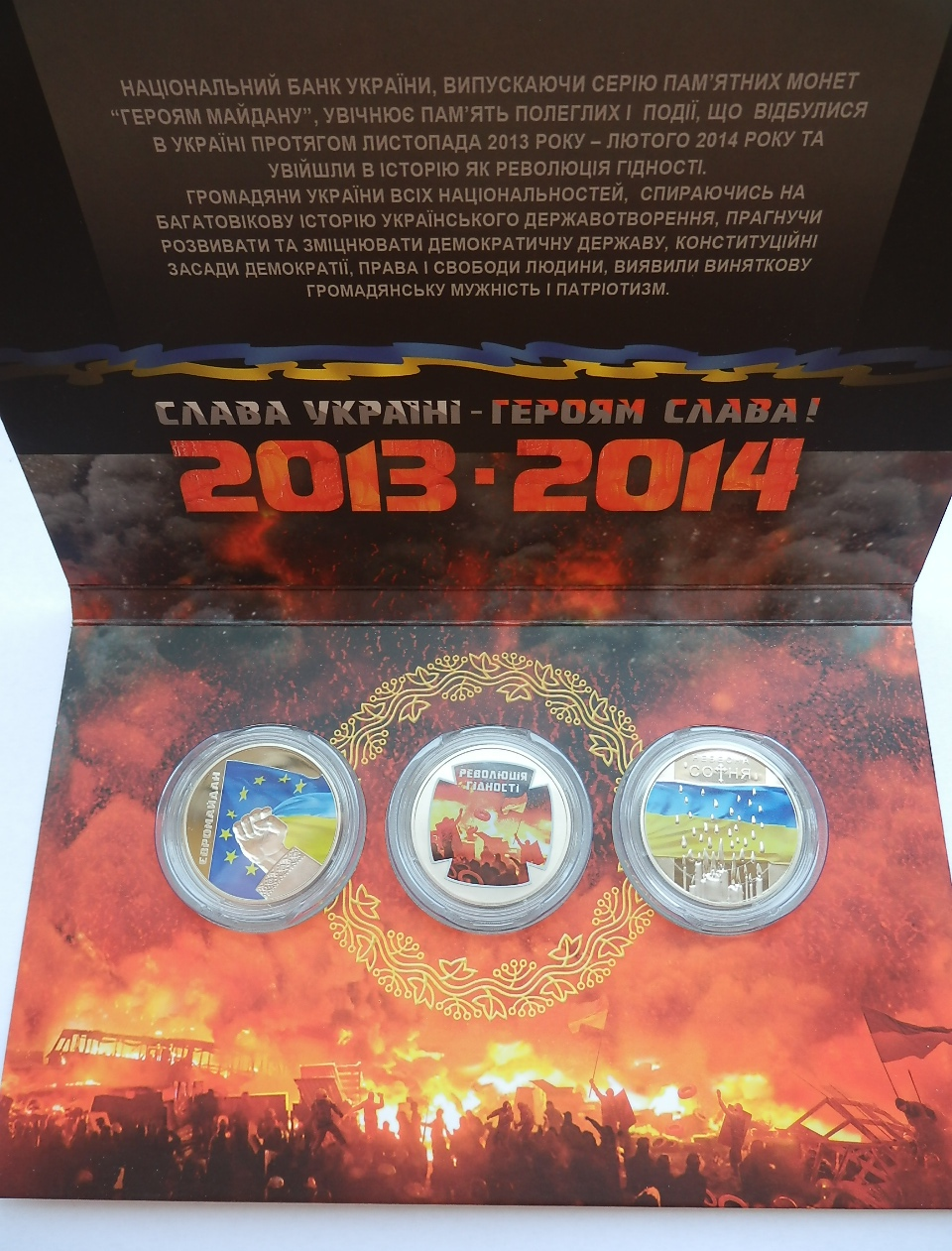
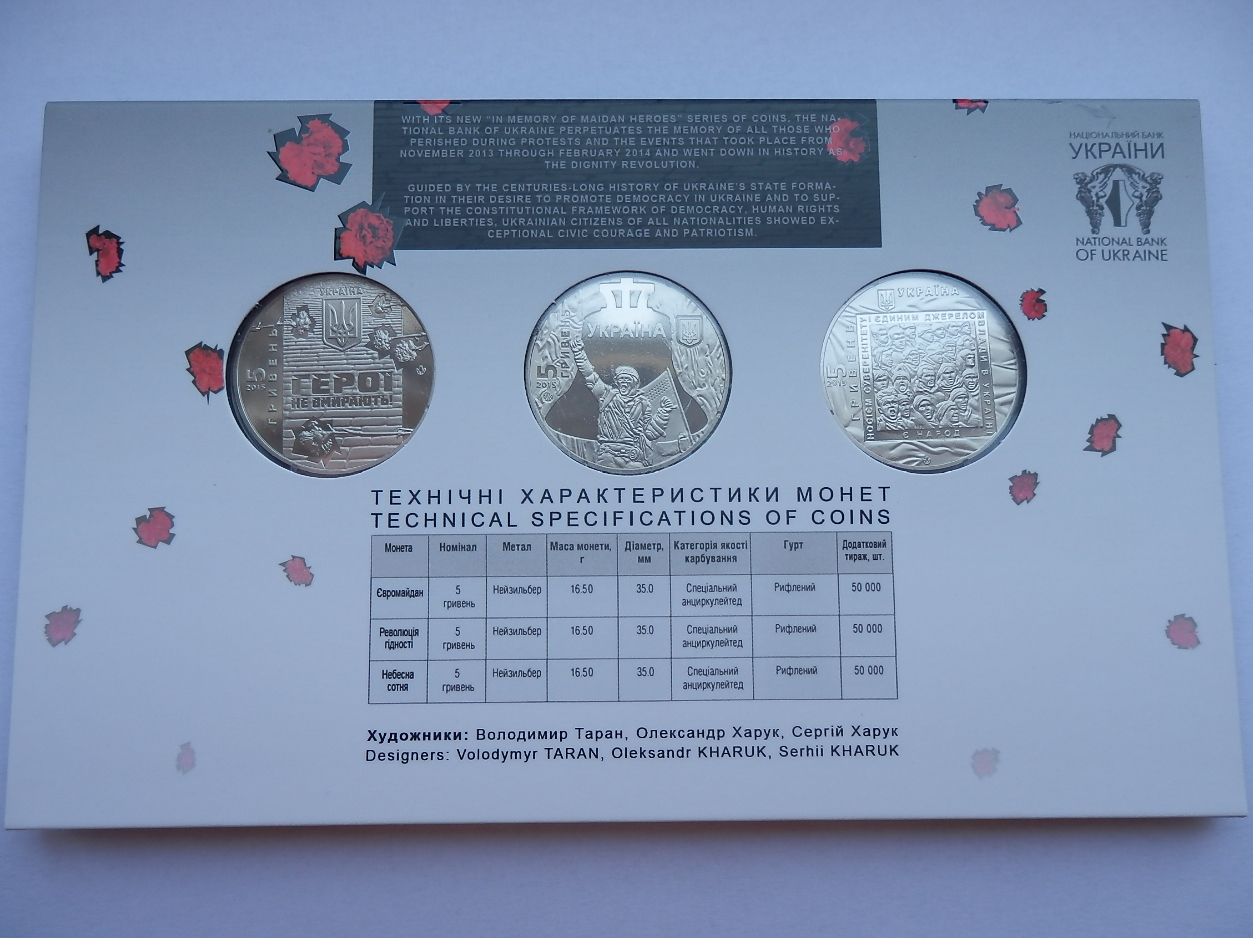

## Автори

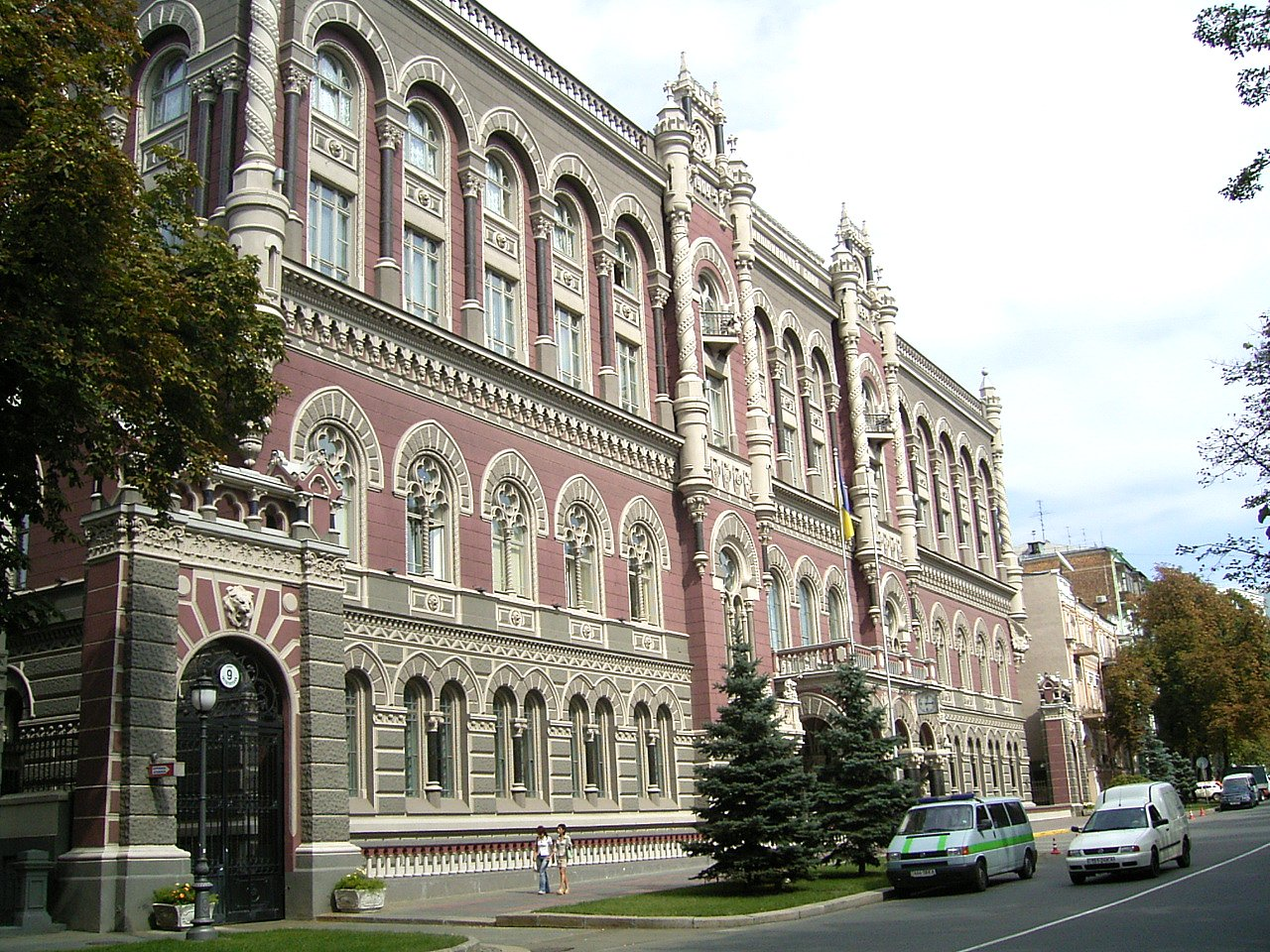
Будівля Національного банку України

- Художники: Володимир Таран, Олександр Харук, Сергій Харук.
- Скульптор — Святослав Іваненко.

## Вартість монети
Під час введення монети в обіг у 2015 році, Національний банк України реалізовував монету через свої філії за ціною 29 гривень.
Фактична приблизна вартість монети з роками змінювалася так:
| Рік        | 2015 | 2016 | 2017 | 2018 | 2019 | 2020 | 2021 | 2022 | 2023 | 2024 | 2025 |
| ---------- | ---- | ---- | ---- | ---- | ---- | ---- | ---- | ---- | ---- | ---- | ---- |
| Ціна, грн. | 135  | 69   | 80   | 85   | 75   | 80   | 90   | 110  | 265  | 390  | 390  |